# Mezzomerico
Mezzomerico là một đô thị ở tỉnh Novara ở vùng Piedmont của Ý, tọa lạc cách 90 km về phía đông bắc của Torino và khoảng 20 km về phía bắc của Novara. Tại thời điểm ngày 31 tháng 12 năm 2004, đô thị này có dân số 1.005 người và diện tích là 7,6 km².
Mezzomerico giáp các đô thị: Agrate Conturbia, Divignano, Marano Ticino, Oleggio, Suno, và Vaprio d'Agogna.